# 구자미
구자미(1977년 9월 7일 ~ )는 대한민국의 배우이다. 1997년 KBS 19기 슈퍼탤런트로 데뷔하였다.

## 학력
- 송곡여자고등학교 (졸업)
- 중앙대학교 연극영화학과 (졸업)

## 연기 활동

### 드라마
- 1997년 KBS1 대하드라마 《용의 눈물》
- 1997년 KBS2 일요아침드라마 《행복한 아침》
- 1997년 KBS2 월화드라마 《프로포즈》
- 1997년 KBS2 아침드라마 《신부의 방》
- 1997년 KBS2 월화드라마 《스타》
- 1997년 KBS2 월화드라마 《질주》
- 1997년 KBS2 수목드라마 《그대 나를 부를 때》
- 1997년 KBS1 아침드라마 《TV소설 모정의 강》
- 1997년 KBS2 월화드라마 《열애》
- 1997년 KBS2 주말연속극 《웨딩드레스》
- 1998년 KBS2 아침드라마 《결혼 7년》
- 1998년 KBS1 아침드라마 《TV소설 너와 나의 노래》
- 1998년 KBS1 대하드라마 《왕과 비》
- 1998년 KBS2 월화드라마 《킬리만자로의 표범》 … 강혜정 역
- 1998년 KBS2 아침드라마 《바람처럼 파도처럼》
- 1998년 KBS2 월화드라마 《순수》
- 1998년 KBS1 일일연속극 《내사랑 내곁에》
- 1998년 KBS2 아침드라마 《사랑해서 미안해》
- 1998년 KBS2 주말연속극 《종이학》
- 1998년 KBS2 월화드라마 《초대》
- 1999년 MBC 일일시트콤 《남자 셋 여자 셋》 … 김지은 역
- 1999년 MBC 농촌드라마 《전원일기》
- 1999년 KBS1 아침드라마 《TV소설 누나의 거울》
- 2000년 KBS1 청소년드라마 《학교 2》
- 2000년 KBS2 월화드라마 《성난 얼굴로 돌아보라》
- 2000년 KBS1 일일연속극 《좋은걸 어떡해》
- 2001년 SBS 대하드라마 《여인천하》
- 2001년 SBS 일일연속극 《소문난 여자》
- 2001년 MBC 청춘시트콤 《뉴 논스톱》
- 2002년 SBS 주말극장 《그 여자 사람잡네》
- 2015년 KBS2 주말연속극 《파랑새의 집》

## 방송
- 2001년 KBS2 《도전! 지구탐험대》
- 2003년 SBS 《TV 동물농장》

## 수상
- 1997년 KBS 슈퍼탤런트 포토제닉상